# 星空夢遊 (探險活寶)
〈星空夢遊〉（英語：Astral Plane）是《探險活寶》第六季的第25集。在卡通頻道2015年1月22日播出。本集以阿寶和老皮為主角。在這一集裡，因彗星阿寶導致魂靈投射之後，他看到了幾位人物，最終漂流到火星，看到同顆彗星將要撞擊地球。